# جورج ستيرنز
جورج ستيرنز هو سياسي كندي، ولد في 17 ديسمبر 1901 في لاك مغانتيك في كندا، وتوفي في 9 يناير 1979. نشط حزبياً في الحزب الكندي التقدمي المحافظ. وقد انتخب عضو مجلس العموم الكندي.